# الكشفية والإرشادية في الإمارات العربية المتحدة
يوجد في الإمارات العربية المتحدة الحركة الكشفية وحركة المرشدات. وتكون موجودة في كلا من :
- جمعية مرشدات الإمارات وتعتبر عضو في الجمعية العالمية للمرشدات وفتيات الكشافة.
- جمعية كشافة الإمارات ، وهي عضو في المنظمة العالمية للحركة الكشفية.